# 南开大学博物馆
南开大学博物馆，位于中华人民共和国天津市南开区卫津路94号南开大学八里台校区内，成立于2014年5月，前身为南开大学历史系文物博物馆学专业的文物陈列室，藏品总量约3000余件套。
目前，南开大学博物馆正准备迁至位于天津海河教育园区的津南校区。